# 钻穿效应
穿透效應（英語：penetration effect）是指在多电子原子中，由于主量子数n不同，电子雲分布状况不同，电子雲和电子雲间、电子雲和核电荷间的相互作用引起原子轨道能变化的能量效应。当n一定时，l越小，则峰越多，而且它的第一个峰离核越近，或者说第一个峰钻得越深，这就是轨道钻穿效应。在多电子原子中，原子轨道的n和l都不同时，情况较为复杂。
例如：主量子数n相同的各个轨道中角量子数l小的轨道，如l=0的s轨道，他的径向分布图中峰的数目最多，主峰离核最远，小峰离核最近，即钻得最深。
随核电荷数的增加，最靠近核的小峰在能量上的作用越越明显。
1. ↑  . 人民卫生出版社. ISBN 9787-117-26656-7.